# Anarchismus

Das A im Kreis: Ein oft benutztes anarchistisches Symbol

Anarchismus (abgeleitet von altgriechisch ἀναρχία anarchia ‚Herrschaftslosigkeit‘; Derivation aus α privativum und ἀρχή arche ‚Herrschaft‘) ist eine politische Ideenlehre und Philosophie, die Herrschaft von Menschen über Menschen und jede Art von Hierarchie als Form der Unterdrückung von Freiheit ablehnt. Dieser wird eine Gesellschaft entgegengestellt, in der sich Individuen auf freiwilliger Basis selbstbestimmt und föderal in Kollektiven verschiedener Art wie Kommunen als kleinster Einheit des Zusammenlebens, Genossenschaften und Syndikaten als Basis der Produktion zusammenschließen.
Es gibt innerhalb des Anarchismus viele teils sehr unterschiedliche Strömungen. Grundsätzlich bedeutet Anarchie die Aufhebung hierarchischer Strukturen – bis hin zur Auflösung staatlicher Organisiertheit der menschlichen Gesellschaft. Im Mittelpunkt stehen Freiheit, Selbstbestimmung, Gleichberechtigung, Selbstverwirklichung der Individuen und kollektive Selbstverwaltung. Der Anarchismus wird in einem sozialrevolutionären Sinn von seinen Vertretern als Synthese zwischen individueller Freiheit wie im Liberalismus und sozialer Verantwortung für die Gemeinschaft wie im Sozialismus verstanden. Der Anarchismus ist eine historisch linksgerichtete Bewegung und wird oft als der libertäre Flügel der sozialistischen Bewegung (libertärer Sozialismus) beschrieben.
Menschen, die nach diesen Prinzipien leben oder eine herrschaftsfreie Gesellschaft anstreben, werden als Anarchisten bezeichnet. Bisweilen wird im deutschsprachigen Raum das Adjektiv libertär (deutsch: freiheitlich) als Synonym für „anarchistisch“ benutzt.

## Strömungen

### Klassifikationen

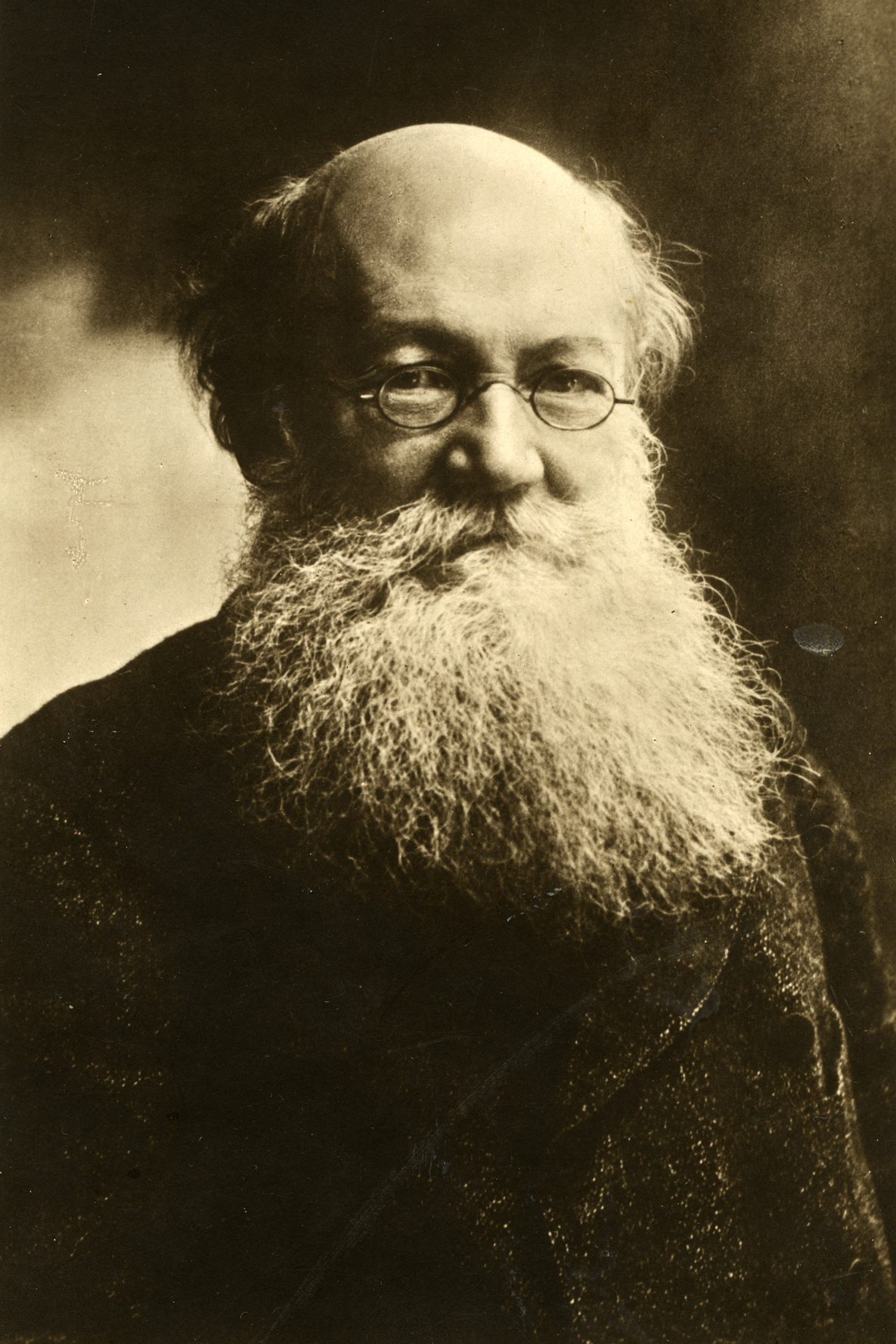
Peter Kropotkin

Ein wichtiges Element des Anarchismus ist der innere Pluralismus, der sich in verschieden ausgeformten Strömungen zeigt, die sich meist in ihren Schwerpunkten ergänzen. Alle Strömungen stimmen in der Ablehnung des Staates – besonders in seiner Ausprägung als Monarchie und Diktatur –, des Militarismus und Klerikalismus überein.
Die Ablehnung des Staates als das bestimmende Merkmal des Anarchismus zu definieren, geht auf die international einflussreiche Studie Der Anarchismus (1900) des deutschen Juristen Paul Eltzbacher zurück und wurde durch die britische Anarchismusforscherin Ruth Kinna kritisch wieder aufgenommen. Laut dem Politikwissenschaftler Dominique Miething ergibt sich daraus allerdings „eine paradoxe Situation, die als Reduktionismus-Problem bezeichnet werden kann. Erstens müssten einander diametral entgegengesetzte Akteure wie die kommunitäre Anarchistin Emma Goldman und der selbsternannte »Anarcho-Kapitalist« Murray Rothbard damit zur gleichen Ideologiefamilie gezählt werden. Zweitens legen selbst urmarxistische Dokumente wie das Manifest der Kommunistischen Partei oder Lenins Staat und Revolution das Ziel einer staatsfreien Gesellschaft fest.“
In der wissenschaftlichen Sekundärliteratur werden unterschiedliche Bestimmungen und Abgrenzungen von Richtungen des Anarchismus diskutiert. Schon 1894 unterschied Rudolf Stammler zwischen „individualistischen“ und „kollektivistischen“ Varianten anarchistischer Ideen. In einer Darstellung von 1937 unterschied Albert Weisbord weiterführend folgende Richtungen:
1. liberal-anarchistisch
  1. libertär (Godwin)
  2. mutualistisch (Proudhon)
  3. amerikanisch-liberal (Thoreau, Warren, Tucker)
2. kommunistisch-anarchistisch
  1. kollektivistisch (Bakunin)
  2. kommunistisch (Kropotkin, Most, „Chicagoer Märtyrer“).

Franz Neumann schlug 1977 eine vielfach rezipierte Unterscheidung folgender Strömungen vor:
1. Individual-Anarchismus (Godwin, Stirner, Bellegarrigue)
2. Sozialer Anarchismus (Proudhon, Landauer)
3. Kollektiver Anarchismus (Bakunin)
4. Kommunistischer Anarchismus (Kropotkin, Cafiero, Most)
5. Anarcho-Syndikalismus (Pelloutier, Monatte, CNT)
6. „Neuer Anarchismus und Studentenbewegung“

In ähnlicher Weise unterschied 1972 Erwin Oberländer
1. Individualistischer Anarchismus (Bellegarigue, Tucker, Landauer)
2. Kollektivistischer Anarchismus (Bakunin, früher Kropotkin, Adhémar Schwitzguébel)
3. Kommunistischer Anarchismus (Cafiero, Kropotkin, Reclus, Merlino, Goldman, Most)
4. „Anarchismus und Gewerkschaftsbewegung“ (Pelloutier, Monatte, Machnowschtschina, CNT und andere)
5. „Anarchismus heute“ (Colin Ward, William O. Reichert)

David L. Miller hat in seiner Monographie von 1984 außerdem einen „philosophischen Anarchismus“ von „individualistischem“ und „kollektivistischem“ Anarchismus unterschieden, was eine Kategorie für Autoren wie Stirner oder Godwin bereitstellt, deren Wirken den üblichen Ansetzungen einer „anarchistischen Bewegung“ vorausliegt (eine solche wird in der Sekundärliteratur zumeist nicht vor den 1860er-Jahren für greifbar gehalten). Peter Marshall hat 1992 eine einflussreiche, geographisch gegliederte Darstellung vorgelegt, die auch nichtwestliche Traditionen insbesondere des Daoismus, aber auch zum Beispiel Gandhi einbezieht, ebenso „amerikanische Individualisten und Kommunisten“ und auch auf Verbindungen von Anarchismus und der „Neuen Rechten“ eingeht. Auch der Einbezug bestimmter Klassiker ist sowohl unter den Vertretern anarchistischer Ideen wie in der Sekundärliteratur vielfach strittig, so etwa bezüglich Stirners.

### Grundformen

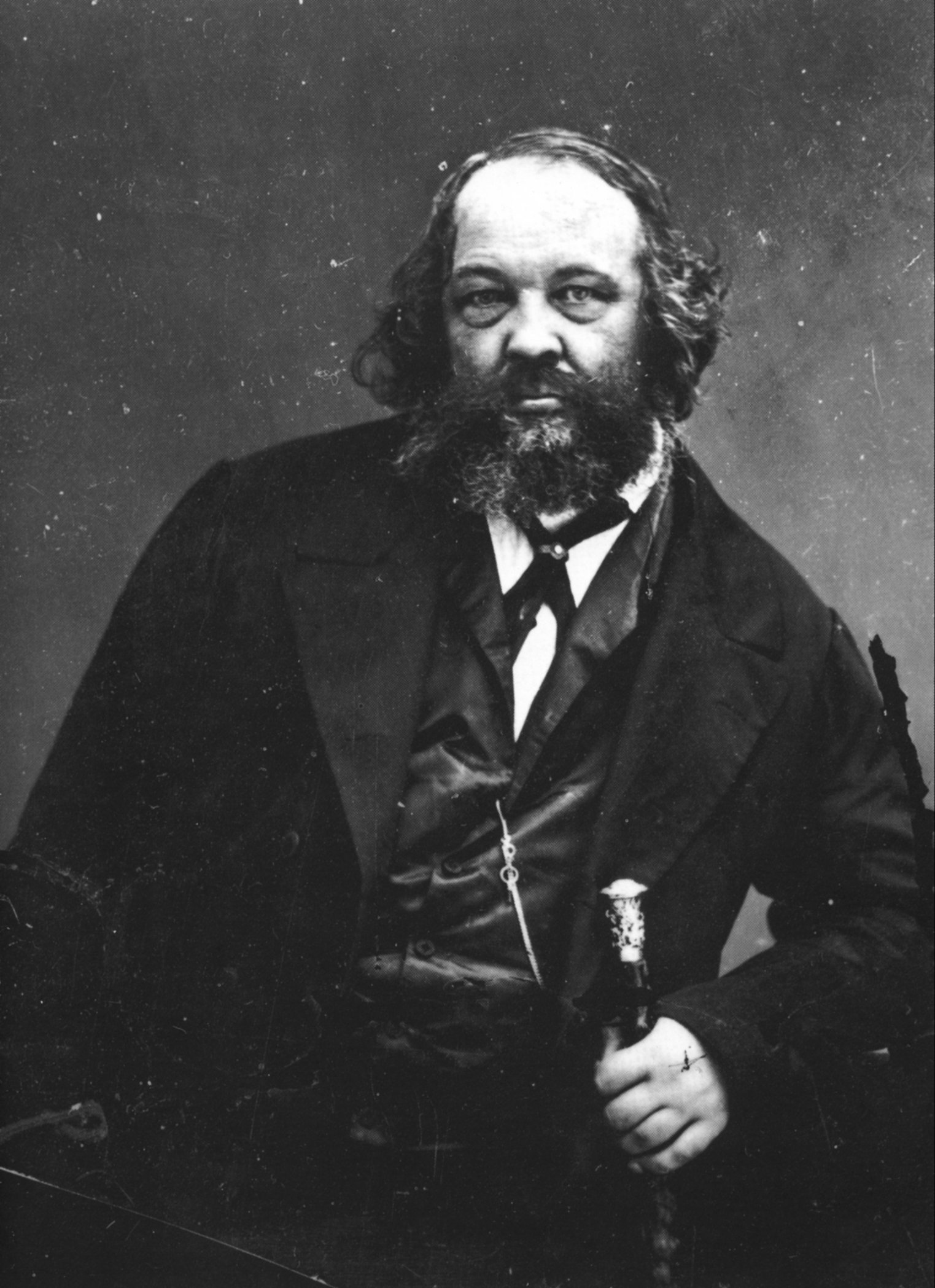
Michail Bakunin. (Photographie von Félix Nadar, ca. 1860)

Aus der Geschichte gewerkschaftlicher Organisation und gegenseitiger Unterstützung (frz. assistance mutuelle) hat sich der Mutualismus herausgebildet, der eine soziale Symbiose in einem herrschaftsfreien System zum Ziel hat. Der Mutualismus wurde vor allem von Pierre-Joseph Proudhon geprägt und enthält revolutionäre Elemente. Im Zentrum steht jedoch eine Reform von Kredit- und Währungsordnung mit dem Ziel der Beseitigung des Profits. Das von Proudhon entworfene Konzept des anarchistischen Föderalismus baut auf die Vernetzung kommunaler Strukturen und gilt auch in nachfolgenden Konzepten des Anarchismus als Grundprinzip.
Der kollektivistische Anarchismus basiert vor allem auf den Ideen Michail Bakunins und Mitgliedern der Juraföderation. Statt des Privateigentums an Produktionsmitteln sollen die Arbeitsmittel im Besitz überschaubarer Kollektive sein und von den Produzenten selbst kontrolliert und verwaltet werden. Arbeiter sollen von demokratischen Institutionen nach der Zeit ihrer Arbeit vergütet werden. Diese Einkünfte sollten verwendet werden, um Artikel in einem kommunalen Markt zu erwerben. Föderalistische Strukturen sollen den Staat und andere zentralistische Institutionen vollständig ersetzen.
Anhänger des kommunistischen Anarchismus fordern einen vollständigen Bruch mit dem Kapitalismus und die Abschaffung des Geldes. Die direkte Entlohnung soll ersetzt werden durch den freien Zugang zum gemeinsamen Arbeitsprodukt. Peter Kropotkin, als bedeutendster Theoretiker des kommunistischen Anarchismus, wendet sich gegen den ökonomischen Wert im Allgemeinen; sei es Geld, Arbeit oder Ware. Er sieht das Privateigentum als Grund für Unterdrückung und Ausbeutung und schlägt stattdessen eine umfassende Kollektivierung vor.
Der individualistische Anarchismus ist eine im 19. Jahrhundert in Nordamerika entstandene Lehre, die das Individuum und seine Interessen als Mittelpunkt der Gesellschaft ansieht, der keinen Gegensatz zu den vorgenannten sozial orientierten Formen darstellt und in Opposition zum Kollektivismus steht. Die individualistische Strömung wurde in den USA vor allem von Benjamin Tucker entwickelt. In Deutschland vertrat ihn der Anarchist und Schriftsteller John Henry Mackay, der sich hauptsächlich auf Benjamin Tucker und Max Stirner berief. Der Individualanarchismus wird häufig als Extremform des Liberalismus beschrieben.
Der Gegensatz zwischen Individualismus-Egoismus und Kollektivismus-Altruismus stellt eine wichtige anarchistische Auseinandersetzung dar.

### Weitere Strömungen

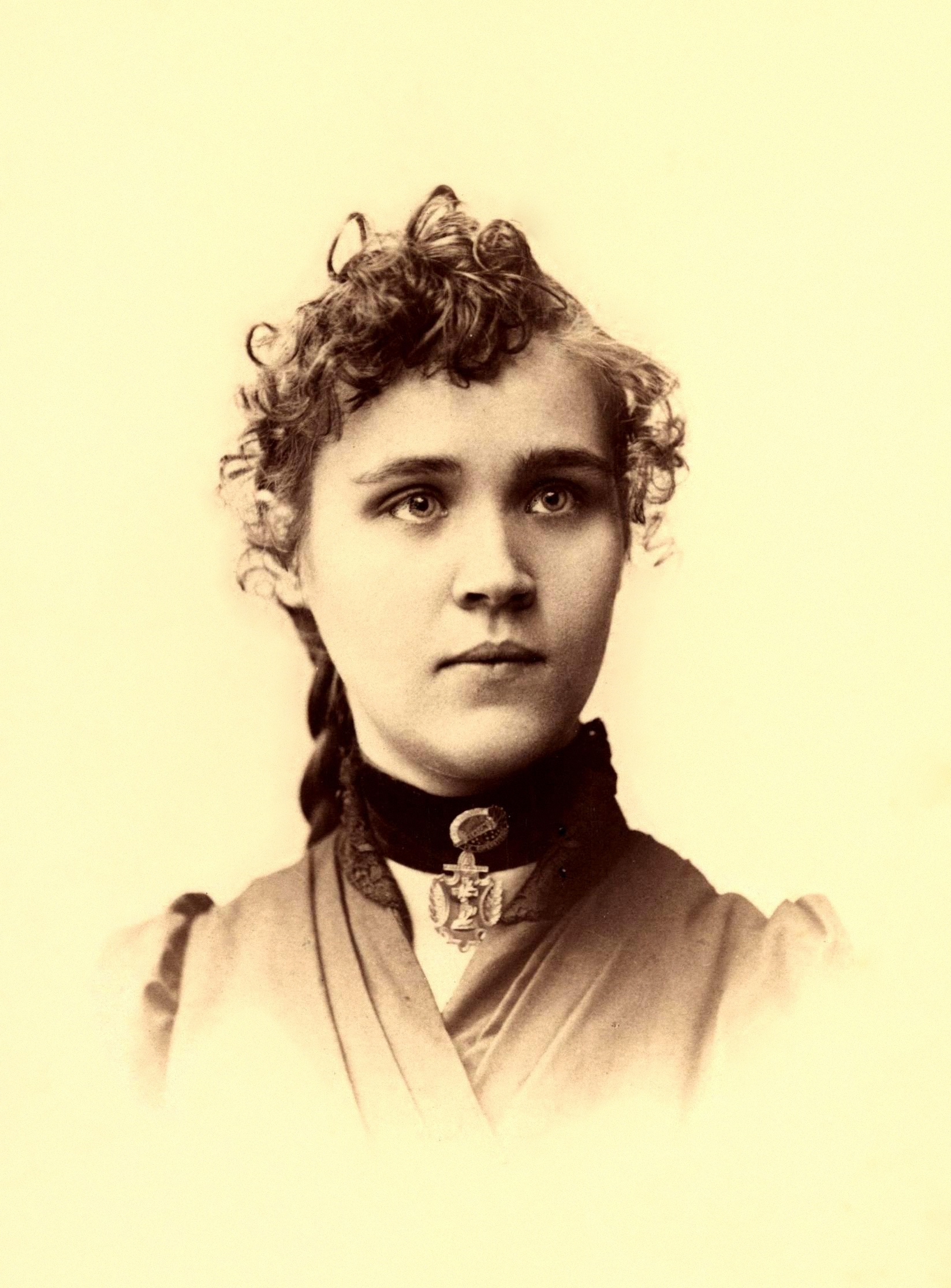
Voltairine de Cleyre, eine Vertreterin des Anarchismus ohne Adjektive

Wegen der Vielzahl sich inhaltlich überschneidender, im Detail jedoch durchaus verschiedener anarchistischer Ausprägungen wird für den Anarchismus im Allgemeinen, wie ihn etwa Fernando Tarrida del Mármol vertreten hat, der Begriff „Anarchismus ohne Adjektive“ verwendet. Der Ausdruck wird entweder übergreifend auf Anarchismus angewandt, wenn eine spezifische Klassifizierung abgelehnt wird, oder wenn sich dessen Anhänger den verschiedenen Strömungen gegenüber tolerant zeigen.
Die bekannteste und international am stärksten organisierte Richtung ist der Anarchosyndikalismus. Seine Idee ist die Zusammenführung der Lohnabhängigen in Gewerkschaften, die sich von Tarifparteien durch die Unterstützung des revolutionären Syndikalismus unterscheiden. Die mit fast zwei Millionen Mitgliedern bislang größte anarchosyndikalistische Gewerkschaft war im Spanien der 1930er Jahre die Confederación Nacional del Trabajo (CNT), die nach der Zeit des Franquismus reorganisiert wurde.
Für die rein gewaltfreie Umsetzung steht der Anarchopazifismus (auch gewaltfreier Anarchismus). Hier geht es primär um das Zusammenführen des Anarchismus mit der gewaltfreien Aktionstheorie bzw. mit Theorien der gewaltfreien Revolution. Gewaltkritik wird in diesem Zusammenhang auch als wichtiger Teil anarchistischer Herrschaftskritik verstanden.
Auch christliche Anarchisten treten zumeist strikt pazifistisch auf. Sie verneinen die Herrschaft der Kirchen und Priester wie des Staates und glauben, dass Freiheit direkt durch die Lehre Jesu spreche.
Eine Strömung des jüdischen Anarchismus, zum Beispiel vertreten von Bernard Lazare, entstand aus den Erfahrungen verschiedener antisemitischer Pogrome des späten 19. Jahrhunderts. Die auch als ‘anarchistischer Zionismus’ bezeichnete Idee war ein jüdisches Gesellschaftssystem ohne Staat. Durch die Zusammenarbeit mit zionistischen Sozialisten wurden viele jüdische Siedlungen in Palästina (Kibbuzim) unter britischem Mandat nach anarchistischen Vorstellungen organisiert.
Weitere Denkrichtungen entstanden durch die Verbindung von anarchistischen Ideen mit anderen religiösen Denktraditionen, wie beispielsweise dem Islam, dem Buddhismus und dem Hinduismus.
Aus Reflexion über die Niederlage des Anarchismus in der Ukraine wurde der Plattformismus entwickelt, der eine stärkere Gemeinschaft, deutliche Verständigung über die ideologische Ausrichtung und Verbindlichkeit in der Praxis fordert. Ein ähnliches Modell vertritt der Especifismo in Südamerika.
Der Insurrektionalismus oder aufständische Anarchismus ist eine revolutionäre Theorie und Praxis innerhalb der freiheitlichen Bewegung, die sich formalen Organisationen wie Basisgewerkschaften und Föderationen entgegenstellt, die auf einem politischen Programm und regelmäßigen Treffen basieren. Stattdessen befürworten Insurrektionisten Direkte Aktion und Zusammenarbeit in informellen kleinen autonomen Basisgruppen, den Affinity Groups (Bezugsgruppen).
Der sogenannte Anarchokapitalismus tritt für eine vom freien Markt, von freiwilligen Übereinkunften und von freiwilligen vertraglichen Bindungen geprägte Gesellschaft ein, die weitgehend bis vollständig auf staatliche Institutionen und Eingriffe verzichtet. Die Verhältnisbestimmung dieser Ideen und ihrer Vertreter und Vorläufer zu anderen Formen des Anarchismus ist umstritten. Während der Anarchokapitalist Stefan Blankertz im Anarchismus allgemein eine radikale Form des Liberalismus sieht, schreibt die Anarchist FAQ, dass zwar der Anarchokapitalismus seinen Ursprung im Liberalismus, aber eben keineswegs im Anarchismus habe. Er ignoriere die Geschichte der von Beginn an antikapitalistischen ökonomischen Ideen des Anarchismus. Zwischen anarchokapitalistischen Theoretikern und der anarchistischen politischen Bewegung fehle jede Verbindung.

### Neuere Ansätze

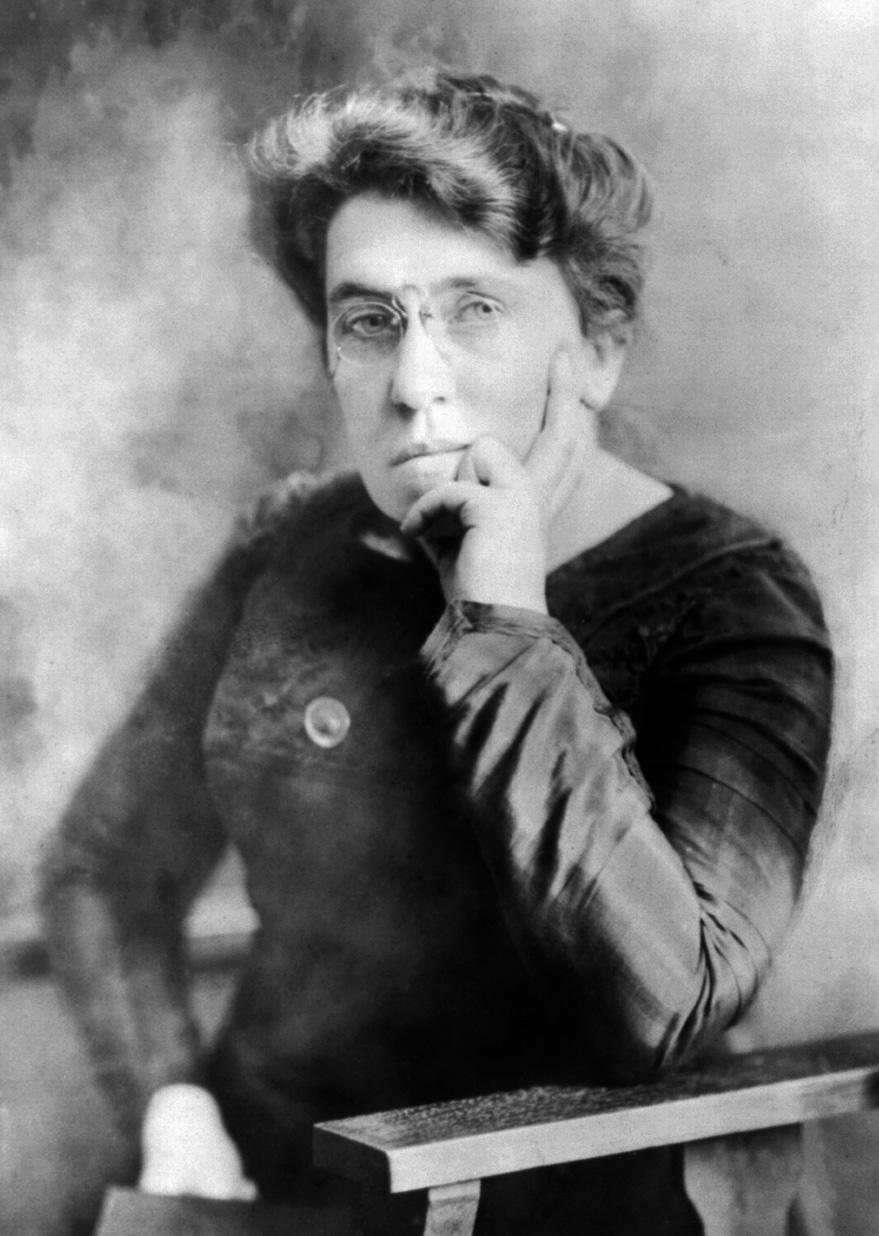
Emma Goldman

Die französische Variante des Anarchismus von 1968, der Situationismus, zeigte sich in der Studentenbewegung und den Mai-Unruhen. Forderungen waren unter anderem Abschaffung der Ware, der Arbeit, der Hierarchien, Aufhebung der Trennung zwischen Kunst und Leben.
Der Anarchafeminismus ist eine Wortschöpfung der 1970er Jahre und vereint den Radikalfeminismus mit der anarchistischen Idee. Es gibt in der anarchistischen Bewegung schon Vorläufer, so hat Emma Goldman den Kampf um weibliche Gleichberechtigung mit dem um Herrschaftsfreiheit verbunden.
Die Begriffssetzung Neo-Anarchismus beschreibt die historische Erscheinungsform im Zuge der 68er-Bewegung in Deutschland, in der der theoretische Anarchismus wiederentdeckt wurde und die Hierarchiefreiheit in progressiven und „linken“ Gruppen Einzug hielt.
Öko-Anarchismus ist die Bezeichnung für die Verknüpfung von Ablehnung der Herrschaft von Menschen über Menschen mit der Ablehnung der Herrschaft des Menschen über die Natur. Eine bedeutende Strömung in Nordamerika ist der Primitivismus, der die Rückkehr zu vorindustriellen Formen des Wirtschaftens propagiert.
„Folk-Anarchy“, auch der „kleines-a-Anarchismus“, sind in den USA entwickelte „postlinke“ anarchistische Strömungen. Diese Ansätze finden sich in Netzwerken wie CrimethInc. und der Curious George Brigade, die sich gegen nostalgische Theorie- und Personenbezüge richten und eine „Do it yourself“-Praxis (DIY) fordern: „eine Anarchie geschaffen von gewöhnlichen Menschen, die außergewöhnliche Leben leben, genannt Folk-Anarchy.“
Postanarchismus stellt keine einheitliche Theorie dar, sondern ist ein Sammelbegriff für postmoderne, postfeministische und poststrukturalistische Debatten aus anarchistischer Perspektive. Das Präfix „Post“ steht für eine Infragestellung und Verwerfung von einigen Grundannahmen des klassischen Anarchismus, nicht für ein Aufgeben anarchistischer Ziele. Das äußerst positive Menschen- und Weltbild des Anarchismus des 19. Jahrhunderts gilt dem Postanarchismus als überholt. Ihm zeigt sich Herrschaft als verändert und erweitert dar, der Ausbeutung wird die unterwerfende Subjektivierung zur Seite gestellt, der positive Machtbegriff Foucaults adaptiert. Der Postanarchismus beschäftigt sich zudem mit Postkolonialismus und Antirassismus.
Libertärer Kommunalismus ist ein reformistisch orientierter praxisnaher Entwurf für demokratische Selbstverwaltung von Gemeinden auf der Basis von Ökologie, Freiwilligkeit und Föderalismus und wurde in den kurdischen Gebieten zur Zeit des syrischen Bürgerkriegs umgesetzt.
Der ursprünglich durch Joseph Déjacque geprägte Begriff libertär für anarchistische und sozialistische Utopien, wird in seiner englischen Variante libertarian seit den 1950er Jahren verstärkt von Eigentumsverfechtern vereinnahmt, welche mit ihm vor allem in den USA eine Verbindung von Anarchismus und Kapitalismus bezeichnen. Anarchisten wie Noam Chomsky betrachten diesen Ansatz jedoch als „spezielle amerikanische Verirrung“ die „nicht wirklich ernstzunehmen“ sei, da ungezügelter Kapitalismus viele Herrschaftsformen, eine „extreme Form von Autorität“, impliziere und deshalb mit dem Anarchismus inkompatibel sei. Der Krypto-Anarchismus wendet Libertarismus auf elektronische Datenströme an.

## Geschichte

### Vorläufer

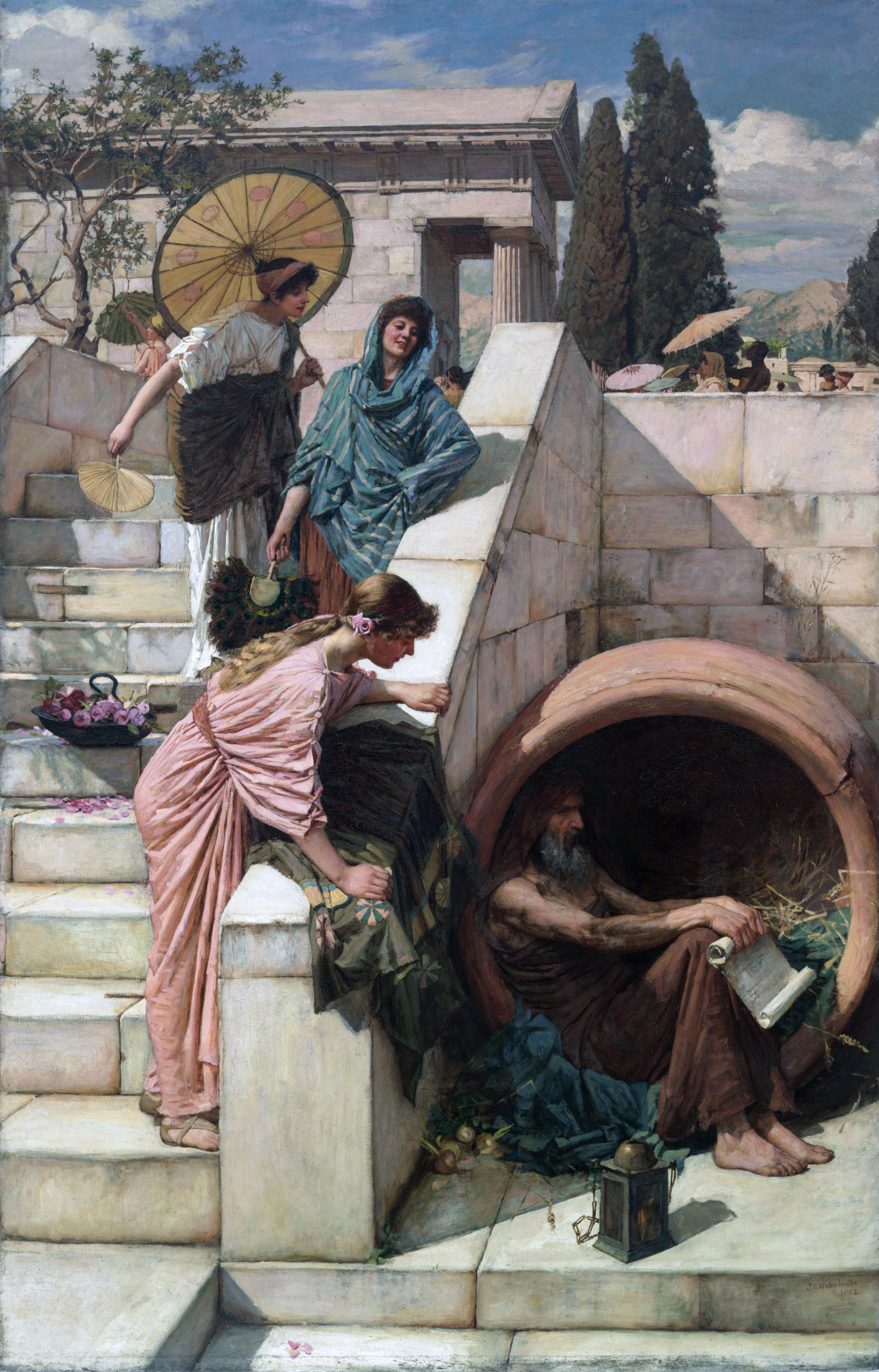
Diogenes von Sinope auf einem Gemälde von John William Waterhouse. Diogenes gehörte zu den frühen Gesellschaftskritikern und predigte die Bedürfnislosigkeit als Grundlage der Freiheit.

Der Historiker Peter Marshall bezeichnet den Daoismus als „ersten klaren Ausdruck anarchistischer Sensibilität“ und dessen Hauptwerk Daodejing von Laozi als „einen der größten anarchistischen Klassiker.“ Die Taoisten lehnten Regierungen ab und strebten ein Leben in natürlicher und spontaner Harmonie an, wobei der Einklang des Menschen mit der Natur eine bedeutende Rolle spielte. Der Daoismus entwickelte im Laufe der Zeit ein regelrechtes System politischer Ethik und verzichtete auf Kulte und die Ausbildung einer Priesterkaste. Der Daoismus war damit auch die wichtigste Gegenströmung zum autoritären und bürokratischen Konfuzianismus, der später zur chinesischen Staatsreligion wurde.
Erste Vorläufer des Anarchismus in Europa finden sich in der griechischen Philosophie der Antike. Der Historiker Max Nettlau sieht die bloße Existenz des Wortes „An-Archia“ als Beleg, „dass Personen vorhanden waren, die bewußt die Herrschaft, den Staat verwarfen.“ Ab dem 5. Jahrhundert vor unserer Zeitrechnung predigte Diogenes von Sinope (ca. 400 – 324 v. Chr.) die Rückkehr zum naturgemäßen Leben. Er und die Schüler der von ihm begründeten Schule der Kyniker sahen die ursprüngliche Bedürfnislosigkeit als erstrebenswerten Zustand. Soziale Harmonie würde laut den Kynikern anstelle von gegenseitigem Kampf und gesellschaftlichem Konflikt bestehen, da sich diese aus der Gier des Menschen nach materiellem Besitz und dem Streben nach Ehre ergeben.
In den Lehren von Zenon von Kition (ca. 333–262 v. Chr.) sieht der Historiker Georg Adler zum ersten Mal in der Weltgeschichte die Ideen des Anarchismus entwickelt. Zenon, der Begründer der Stoa, war ein großer Kritiker von Platons Ideal einer Gesellschaft, die mit absoluter Staatsmacht zu einem moralischen Zusammenleben finden sollte. Zenon entwarf im Gegensatz zu Platon sein eigenes Ideal einer freien staatenlosen Gemeinschaft, die der Natur des Menschen besser entsprechen würde. Anstatt dem schriftlichen Gesetz zu folgen, sollten die Menschen durch innere Einsicht ihren wahren natürlichen Trieben folgen. Dies würde die Menschen zur Liebe zum Mitmenschen und zur Gerechtigkeit führen. Wie in der äußeren Natur Eintracht, Harmonie und Gleichgewicht herrschen, so würde dies dann auch in der menschlichen Gesellschaft gelten. Daraus folgt die Negation des Gesetzes, der Gerichte, der Polizei, der Schule, der Ehe, des Geldes, der staatlichen Religion und des Staates. Über alle Völkergrenzen hinaus würde der Mensch in vollkommenster Gleichheit leben. Jeder sollte freiwillig gemäß seinen Fähigkeiten arbeiten und je nach Bedürfnis konsumieren dürfen.
Im späten Altertum und im Mittelalter gab es verschiedene verfolgte Sekten und Ketzer mit freiheitlichen Merkmalen. Anarchistische Elemente sind im Mittelalter jedoch erstmals beim Häretiker Amalrich von Bena und seinen Anhängern, den Amalrikanern, dokumentiert. Ähnliches gilt für die christlich-mystischen Brüder und Schwestern des freien Geistes im 12. und 13. Jahrhundert, die sich außerhalb der Gesellschaft und ihrer Gesetze stellten.
Zu den Vorläufern des Anarchismus wird Étienne de La Boétie (1530–1563) gezählt, der im Alter von 18 Jahren das grundlegende Werk Discours de la servitude volontaire ou le Contr'un (deutsch: Von der freiwilligen Knechtschaft oder das Gegen Einen [den Monarchen]) schrieb. Die Grundfrage des Discours de la servitude lautet: Woher kommt es, dass sich ein ganzes Volk von einem einzigen Menschen quälen, misshandeln und gegen seinen Willen leiten lässt. Monarchen stützen sich nicht nur auf Repression, um ihre Herrschaft zu erhalten. Viel wichtiger ist für Étienne de la Boétie der Fakt, dass sich die Untertanen freiwillig in ihre Knechtschaft ergeben und so erst dem einen Menschen die Macht übertragen. Würden also die Untertanen dem Monarchen ihren Dienst verweigern, hätte dieser wiederum keine Macht mehr. Eine Grundkritik des Anarchismus, das Herr-/Knechtschaftsverhältnis in der Gesellschaft, hat La Boétie erstmals für die Neuzeit formuliert.
Im Jahr 1649, einem Jahr großer sozialer Unruhen, entstand in England unter dem Einfluss von Gerrard Winstanley die religiös-anarchistische Bewegung der Diggers. Die bestehende gesellschaftliche Ordnung und die Herrschaft der Großgrundbesitzer versuchten die Diggers durch die Gründung kleiner, landwirtschaftlicher Kommunen auf egalitärer Basis aufzubrechen. Durch freiwilligen Zusammenschluss aller einfachen Leute sollten die Herrschenden ausgehungert werden, wenn sie sich nicht den Kommunen anschließen. Schon 1651 waren die Kolonien der gemeinschaftlich wirtschaftenden Dissidentengruppe durch Obrigkeit und lokale Grundbesitzer wieder zerstört.
William Godwin war ein englischer Gelehrter und Kritiker der autoritären Entwicklung der Französischen Revolution. 1793 formulierte er in seinem Hauptwerk Enquiry concerning political justice, dass jedwede obrigkeitliche Gewalt als ein Eingriff in die private Urteilskraft anzusehen sei. Mit seinen Ideen hatte Godwin bereits nahezu alle wesentlichen Punkte der anarchistischen Theorie vorweggenommen.

### Anarchismus versus Marxismus

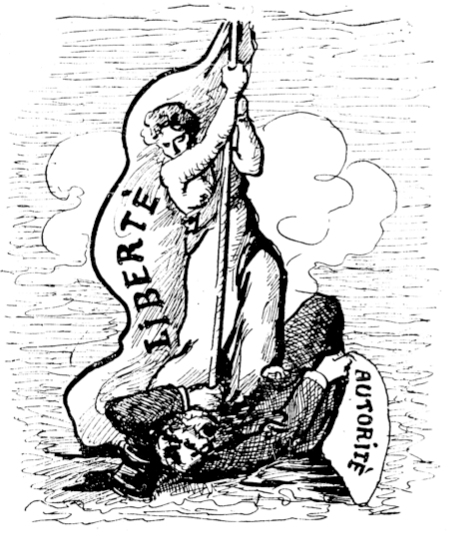
Illustration aus der französischen Ausgabe von Der Anarchismus von Kropotkin, 1913

Aus den Ideen der Aufklärung, verbunden mit den sich verstärkenden radikalen Strömungen des revolutionären Liberalismus seit der französischen Revolution von 1789 und verschiedenen frühsozialistischen Ansätzen, entwickelten sich die Vorstellungen des modernen Anarchismus etwa zeitgleich mit den kommunistischen Ideen von Weitling und Marx und zunehmend in gegenseitiger Abgrenzung voneinander. Die politischen Differenzen zwischen Kommunisten und Anarchisten führten zu historisch konfliktträchtigen Situationen in der Arbeiterbewegung und der politischen Linken insgesamt; Auseinandersetzungen, die bis in die Gegenwart andauern.
Erst Pierre-Joseph Proudhon bezeichnet sich selbst als Anarchist und stellt die wesentlichen Elemente des Anarchismus in seinem Werk Qu’est-ce que la propriété? ou recherches sur le principe du droit et du gouvernement (1840) (dt.: Was ist das Eigentum? Untersuchungen über den Ursprung und die Grundlagen des Rechts und der Herrschaft) zusammen. Er formuliert: „Eigentum ist Diebstahl“, wobei er unter Eigentum solches verstand, das die Voraussetzung für Einkommen ohne Arbeit ist. Damit stellte er Privateigentum an Produktionsmitteln, Mietshäusern, Wertpapieren und Ähnlichem ins Zentrum seiner Kritik an den herrschenden politischen und sozialen Verhältnissen im Kapitalismus. Dieses sei ebenso wie der bürgerliche Staat, der es schützen soll, direkt und unmittelbar zu bekämpfen und durch selbstorganisierte Formen des Gemeineigentums zu ersetzen.
In einem Briefwechsel setzte sich Proudhon mit Karl Marx auseinander. Dabei stellte sich heraus, dass sie beide Themen wie Macht und Freiheit des Individuums oder die Rolle des Kollektivs als revolutionäres Subjekt sehr verschieden bewerteten. Proudhon argumentierte stärker mit philosophisch-ethischen Prinzipien, während Marx diese als bloß moralische Ideale kritisierte und eine wissenschaftliche Analyse der Widersprüche zwischen Kapital und Arbeit vermisste.
Proudhons Anhänger Michail Bakunin (kollektivistischer Anarchismus) und später Pjotr Alexejewitsch Kropotkin (kommunistischer Anarchismus) verbanden seine Theorien mit der Agitation für eine soziale Revolution, die zur radikalen Umwälzung der Besitzverhältnisse notwendig sei. Bakunin lehnte die führende Rolle einer revolutionären Kaderpartei jedoch ebenso ab wie staatliche Hierarchien und verwarf damit Marx’ Forderung nach der Gründung kommunistischer Parteien ebenso wie die These von der „Diktatur des Proletariats“, die zur klassenlosen Gesellschaft führen solle. Er glaubte nicht, dass die Arbeiter zuerst die politische Staatsmacht erringen müssten, damit der Sozialismus aufgebaut und der Staat absterben könne, sondern wollte diesen direkt abschaffen. Diese Konzeption nannte er „antiautoritären Sozialismus“; ein Konzept, das von den Marxisten als „kleinbürgerlich-pseudorevolutionäre Ideologie“ abgelehnt wurde.
Zwischen 1864 und 1872 waren Anarchisten und Marxisten in der noch aus einer Vielzahl politisch divergierender Gruppen der Arbeiterbewegung bestehenden Internationalen Arbeiterassoziation (IAA) organisiert. Als der ideologische Konflikt zwischen den Anhängern von Bakunin einerseits und denen von Marx andererseits eskaliert war, wurde Bakunin 1872 auf Betreiben von Marx aus der IAA ausgeschlossen. Der ideologische Konflikt, der 1876 zur Auflösung der IAA (heute auch unter der Bezeichnung „Erste Internationale“ bekannt) geführt hatte, markiert die erste grundlegende Zäsur in der Geschichte des Sozialismus und der internationalen Arbeiterbewegung – noch vor deren weiteren Aufspaltung am Wechsel vom 19. zum 20. Jahrhundert in einen reformorientierten (sozialdemokratischen) und einen revolutionären (kommunistischen) Flügel.
Seit dem Auseinanderbrechen der IAA grenzen sich – Rudolf Rocker zufolge – Anarchisten in folgenden Punkten grundsätzlich vom Marxismus ab:
- Ablehnung der von Hegel geprägten marxistischen „Schicksalstheorien“. In der Geschichte gebe es überhaupt keine Zwangsläufigkeiten („historischen Notwendigkeiten“, „Zwangsläufigkeit des historischen Geschehens“), „sondern nur Zustände, die man duldet und die in Nichts versinken, sobald die Menschen ihre Ursachen durchschauen und sich dagegen auflehnen“ (Rocker).
- Ablehnung des „Historischen Materialismus“. Aus den wirtschaftlichen Verhältnissen könnte nicht alles „politische und soziale Geschehen“ erklärt werden.
- Der Anarchismus begreift die Menschen als handelnde Individuen, lehnt die Betrachtung von Menschen als Masse ab.
- Grundsätzliche Ablehnung eines Staates. Die Produktionsmittel von der Privatwirtschaft einem Staat zu übergeben, „führt lediglich zu einer Diktatur durch den Staat“ (Rocker).
- Ablehnung von Gesetzen und Gesetzgebern. Entscheidungen werden dezentral, kollektiv und im Konsens entschieden. „Nur das freie Übereinkommen, ‚könnte‘ das einzige moralische Band aller gesellschaftlichen Beziehungen der Menschen untereinander sein“ (Rocker).
- Ablehnung einer Übergangsphase vom Kapitalismus zum Sozialismus. Der „Wille zur Macht“ müsse in einer freien Gesellschaft grundsätzlich bekämpft werden.
- radikale Ablehnung aller kapitalistisch geprägten Begriffe:

Sämtliche Wertbegriffe, wie wir sie heute kennen, sind samt und sonders kapitalistische Begriffe. Luft, Sonnenlicht, Regen, Erdfeuchtigkeit, Humus, kurz, viele der wichtigsten Produktionsfaktoren sind, weil sie nicht monopolisiert werden konnten, heute kapitalistisch wertlos. (…) Mit dem Aufhören des Eigentumsbegriffes an Produktionsmitteln hört auch jeder Wertbegriff für den einzelnen auf. (Pierre Ramus, Franz Barwich)
Einzelne Vertreter bezweifeln ebenfalls das Konzept der sozialen Klasse wie Errico Malatesta auf dem Kongress in Amsterdam.

### Die Propaganda der Tat

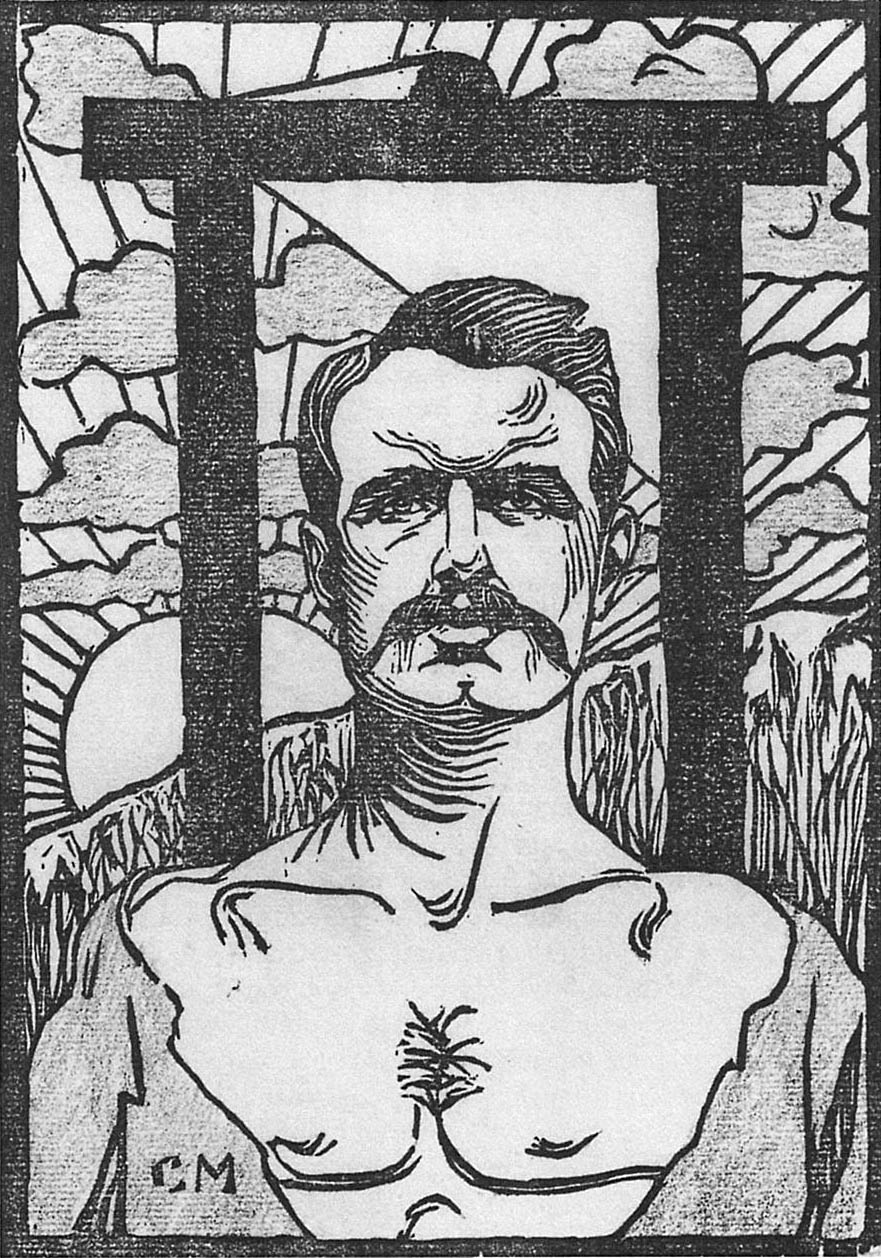
Der französische Anarchist Ravachol war ein Verfechter der Propaganda der Tat durch Gewalt: Als Rache für getötete Demonstranten verübte er Bombenanschläge und wurde dafür guillotiniert.

Ab den späten 1870er Jahren wurden anarchistische Aktionen und Taten mit Vorbildcharakter als Propaganda der Tat bezeichnet. Sie sollten die Gesellschaft „aufwecken“ und in der Bevölkerung Sympathien schaffen, um somit als Mittel für politische und soziale Veränderung zu dienen. Durch die relative Häufung von Attentaten zum Ende des 19. Jahrhunderts in verschiedenen Ländern kam es in der öffentlichen Meinung zu einer Reduktion des Anarchismus auf Terroranschläge, eine bis heute verbreitete Ansicht.
Zu den publizistischen Unterstützern der Anschläge durch die Narodniki auf Zar Alexander II. zählten beispielsweise auch einzelne sozialdemokratische Politiker im Deutschen Reich wie Wilhelm Hasselmann und Johann Most. Durch den 1880 erfolgten Ausschluss dieser beiden Protagonisten der sozialrevolutionär-anarchistischen Fraktion der SPD-Vorläuferpartei SAP versuchte die deutsche Sozialdemokratie, sich während der Geltungsdauer des repressiven Sozialistengesetzes ihres tendenziell anarchistischen Flügels zu entledigen. Hasselmann und Most, die beispielsweise in der in London herausgegebenen und illegal im Deutschen Kaiserreich verbreiteten zunächst sozialdemokratischen, dann anarchistischen Zeitschrift Freiheit auch zu offener Gewalt gegen die antisozialistische Unterdrückungspraxis der deutschen Regierung unter Reichskanzler Otto von Bismarck aufgerufen und der SAP-Führung eine zu gemäßigte Haltung in ihrer bloß verbalen Systemopposition vorgeworfen hatten, setzten nach ihrem Parteiausschluss ihre sozialrevolutionäre Agitation im US-amerikanischen Exil fort.
Schon einige Jahre zuvor hatten symbolträchtige Anschläge auf Kaiser Wilhelm I. und die Könige von Spanien und Italien stattgefunden. Am 24. Juni 1894 aber tötete der junge italienische Einwanderer Sante Geronimo Caserio, der dem anarchistischen Umfeld zuzurechnen war, den französischen Präsidenten Carnot. Dies war der Höhepunkt einer ganzen Serie von anarchistisch motivierten Anschlägen in Frankreich. Am 10. September 1898 erstach Luigi Lucheni in Genf Kaiserin Elisabeth (Sisi), 1900 erschoss Gaetano Bresci den italienischen König Umberto I. Am 6. September 1901 schoss Leon Czolgosz von Brescis Attentat inspiriert in Buffalo (New York) auf den US-Präsidenten William McKinley; dieser starb acht Tage später.
Die 1890er Jahre wurden als ein „Jahrzehnt der Bomben“ bezeichnet. Mit Dynamit – einer damals neuen Erfindung – wurden Anschläge verübt gegen Monarchen, Präsidenten, Minister, Polizeichefs, Polizisten und gegen Richter, die Anarchisten verurteilt hatten. Andere trafen offizielle Gebäude. Die gewaltsamen Anschläge und Attentate gegen Ende des 19. Jahrhunderts, von Peter Kropotkin anlässlich eines internationalen revolutionären Kongresses 1881 in London als kontraproduktiv oder ineffektiv bezeichnet, wurden zunehmend auch von anderen Anarchisten abgelehnt.

### Frühes 20. Jahrhundert
Anarchisten spielten in vielen Arbeiterbewegungen, Aufständen und Revolutionen des 19. und 20. Jahrhunderts eine Rolle. Dazu gehören etwa die Mexikanische Revolution von 1910 bis 1919 mit der Bauernarmee unter Führung von Emiliano Zapata, die Oktoberrevolution 1917 in Russland und die nach ihrem Anführer Nestor Machno benannte Bauern- und Partisanenbewegung, der Machnowzi zwischen 1917 und 1921 in der Ukraine; auch in der kurzlebigen Münchner Räterepublik von 1919 waren zeitweise Anarchisten wie Gustav Landauer und der Dichter Erich Mühsam an der Räteregierung beteiligt. Die 1922 gegründete anarchosyndikalistische Internationale ArbeiterInnen-Assoziation (IAA) ist heute noch in vielen Ländern Amerikas und Europas in Arbeitskämpfen aktiv.
Im frühen 20. Jahrhundert wurden Anarchistengruppen in Russland von den kommunistischen Bolschewiki verdrängt und fielen gegen Ende der russischen Revolution Säuberungsaktionen zum Opfer (Niederschlagung des Aufstandes in Kronstadt und der anarchistischen Bauernbewegung Machnowschtschina).

### Spanische Republik

Fahne der CNT-FAI

Im Spanischen Bürgerkrieg, der in den Jahren von Juni 1936 bis April 1939 zwischen verschiedenen Gruppen der Republikaner und der faschistischen Bewegung unter General Franco stattfand, wirkte der Anarchismus bisher am stärksten. Insbesondere die mitgliederstarke und einflussreiche anarchosyndikalistische Gewerkschaft Confederación Nacional del Trabajo (CNT) kontrollierte mit ihrem militanten Arm, der anarchistischen Federación Anarquista Ibérica (FAI), große Teile des östlichen Spaniens.

### Deutschland während der NS-Diktatur
Während des nationalsozialistischen Regimes war eine legale politische Tätigkeit von Anarchisten in Deutschland nicht möglich. Bereits kurz nach der Machtergreifung Hitlers wurden ab 1933 prominente Wortführer der Anarchisten in Konzentrationslager verbracht. Viele von ihnen wurden ermordet, wie beispielsweise der Dichter und Publizist Erich Mühsam. Junge und weniger bekannte Aktivisten versuchten noch mit den Schwarzen Scharen antifaschistische Widerstandsgruppen zu organisieren, wurden aber von der Gestapo ausgehoben. Ein Großteil emigrierte. Viele der emigrierten deutschen Anarchisten, darunter etwa Augustin Souchy, schlossen sich ab 1936 in Spanien während des dortigen Bürgerkriegs dem Kampf der Internationalen Brigaden auf der Seite der CNT/FAI gegen Franco an. Hunderte von in Deutschland verbliebenen Anarchisten wurden in „Schutzhaft“ genommen, in Schauprozessen verurteilt und in Konzentrationslager verbracht, von wo einige zum Ende des Zweiten Weltkriegs etwa in die SS-Sondereinheit Dirlewanger gepresst wurden.

### Nachkriegszeit

#### Deutsche Demokratische Republik
Kurzzeitig kam es unter sowjetischer Besatzungsmacht zum Wiederaufleben des Anarchismus, vor allem durch syndikalistische Arbeiter. Nach dem Krieg hatte sich um Wilhelm Jelinek in Zwickau ein neuer Kreis von freiheitlich gesinnten Personen gebildet. Jelinek war Betriebsratsvorsitzender eines großen Industriebetriebes. Dieser Kreis verschickte Rundbriefe an mindestens 18 verschiedene Orte in der sowjetischen Zone und unterhielt auch Korrespondenzen mit Anarchisten in anderen Zonen Deutschlands. Es gelang ihm durch mündliche und briefliche Agitation, ein weitmaschiges Netz über die gesamte Ostzone und spätere DDR zu spannen. „In Zwickau wurde, so unglaublich es klingt, eine Informationsstelle des gesamtdeutschen Anarchismus gebildet. Sie berief Mitte 1948 nach Leipzig eine geheime Konferenz aller unter sowjetischer Besatzungsmacht lebenden Antiautoritären verschiedener Richtungen ein.“ Zirkulare des Zwickauer Kreises fielen den Staatsorganen in die Hände. Der Staatssicherheitsdienst wurde aufmerksam und verhaftete alle Teilnehmer. Nach Kriegsende bis zur gesprengten Tagung 1948 waren die anarchistischen Gruppierungen in der Sowjetischen Besatzungszone so stark, dass sie sogar die westdeutschen Anarchisten mit einer Vervielfältigungsmaschine und Geld unterstützen konnten. Von einigen Orten aus dem Gebiet der DDR ist bekannt, dass einige ehemalige Mitglieder der FAUD sich der SED anschlossen, die zumeist in den 1950er Jahren wieder „hinausgesäubert“ wurden. Bis zur Wende beschränkten sich anarchistische Aktivitäten auf die Herausgabe von Flugblättern und einigen Zeitschriften.

#### Bundesrepublik Deutschland
Mit der Studentenbewegung Ende der 1960er Jahre stieg das öffentliche Interesse am Anarchismus. Innerhalb der Studentenbewegung gab es eine anarchistische Strömung. Auch im Sozialistischen Deutschen Studentenbund (SDS), der sich zum Sammelbecken der gesamten Bewegung entwickelte, waren Anarchisten vertreten. Des Weiteren hatte der Anarchismus für die Neuen sozialen Bewegungen (NSB) eine theoretische und praktische Bedeutung. Innerhalb der Autonomen, als linksradikalem Flügel der NSB, gab und gibt es eine große libertäre Strömung. Ein bundesweit organisiertes Bündnis anarchopazifistisch dominierter Bezugsgruppen war die von 1980 bis in die 1990er bestehende Föderation Gewaltfreier Aktionsgruppen (FöGA), die über Jahre hinweg die bis in die Gegenwart erscheinende Zeitschrift Graswurzelrevolution herausgab. 1989 gründete sich die „Initiative für eine anarchistische Föderation in Deutschland“ (I-AFD). Sie überstand die Jahrtausendwende und ist später im „Forum deutschsprachiger Anarchistinnen und Anarchisten“ (seit 2013 Föderation deutschsprachiger Anarchist*innen) aufgegangen. Im frühen 21. Jahrhundert haben sich mehrere Ortsgruppen der Anarchistisch-Syndikalistischen Jugend gebildet.
Zeitweilig, insbesondere in den 1970er Jahren, wurde vor allem in den Massenmedien die Rote Armee Fraktion (RAF) neben anderen ähnlich agierenden, dem Linksterrorismus zugeordneten Gruppierungen ebenfalls als „anarchistisch“ bezeichnet. Diese Zuordnung beruhte jedoch auf einem inhaltlich falschen bzw. in der Praxis verengten Verständnis des Anarchismus. Sie besetzte das in der Gesellschaft verbreitete, polarisierende und nicht näher spezifizierte Schlagwort Anarchie im Sinne von Anomie. Die RAF, die ihre Aktionen und Anschläge aus einem marxistisch-leninistischen Verständnis des Antiimperialismus heraus begründete, hatte selbst inhaltlich keinen anarchistischen Bezugsrahmen. Die fälschliche Fremdzuschreibung als „anarchistisch“ beruhte vor allem auf ihrer extremen Militanz, mit der ihre wesentlichen Akteure bis zur tödlichen Konsequenz für andere und sich selbst gegen Symbolfiguren der herrschenden staatlichen und ökonomischen Strukturen aus Politik, Wirtschaft und Justiz vorgingen.
Deutsche Verfassungsschutzbehörden ordnen den Anarchismus mit der Begründung, er strebe eine „staats- und herrschaftsfreie Gesellschaftsordnung“ an, unter dem Begriff des Linksextremismus ein, etwa im Verfassungsschutzbericht des Bundes von 2012.

#### International
In Europa und den Amerikas rekonstituierten sich die überregionalen Anarchistischen Föderationen und schlossen sich 1968 zur Internationale der Anarchistischen Föderationen zusammen. In den USA und Großbritannien entstand Ende der 1970er-Jahre der Punk als anarchistisch geprägte Subkultur. Vor allem die Mitglieder der Band Crass sind hier als engagierte Anarchisten und Pazifisten zu nennen. Nach dem Zerfall der zentralistischen Staaten des Warschauer Pakts haben sich dort weitere anarchistische Föderationen gebildet, die teilweise der Internationale beigetreten sind. Seit etwa Mitte der 1990er Jahre gibt es internationale Libertäre Buchmessen in mehr als zehn Ländern.

### Anarchismus in der Gegenwart

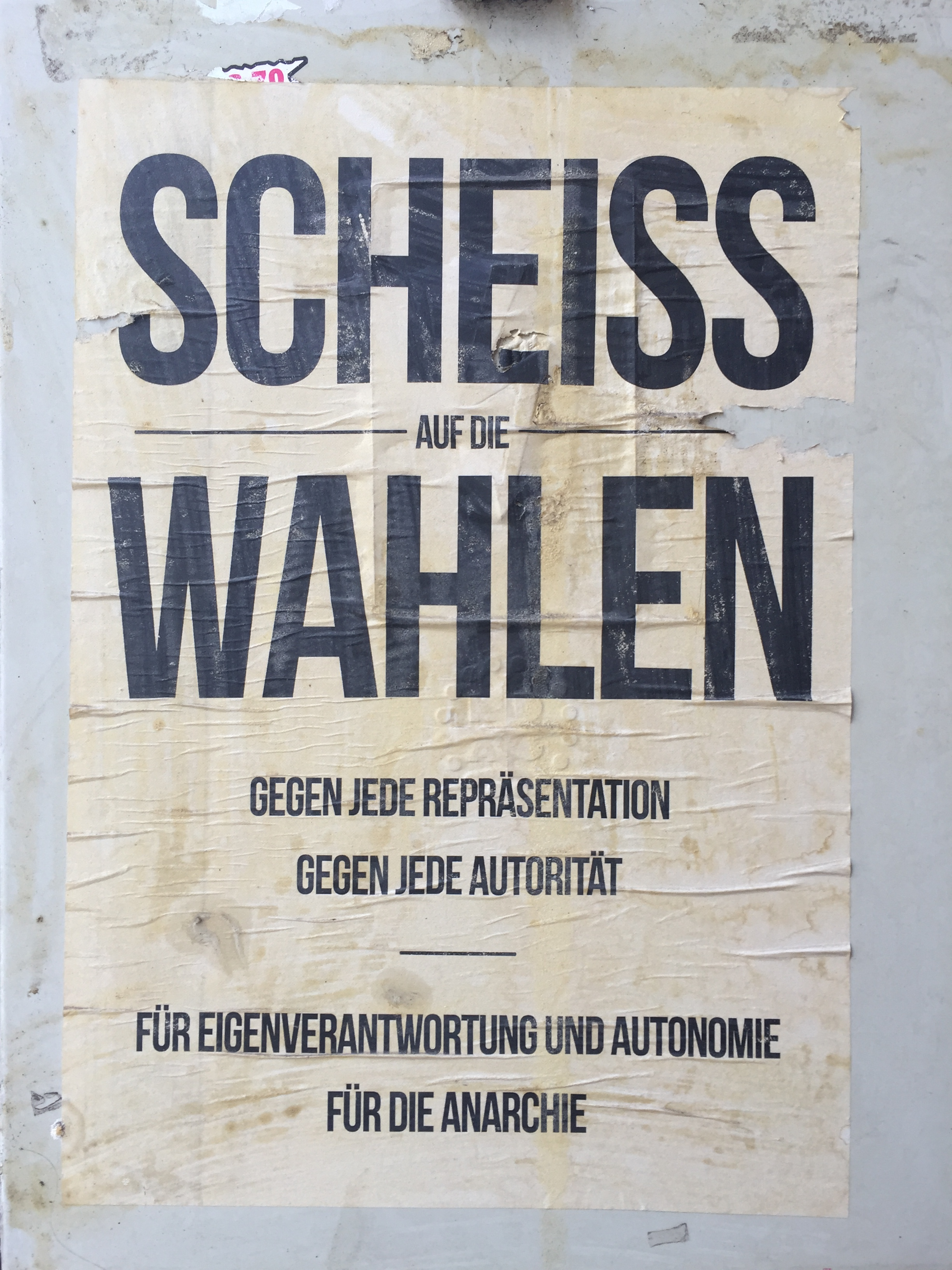
Scheiss auf die Wahlen, gegen jede Repräsentation, gegen jede Autorität, für Eigenverantwortung und Autonomie, für die Anarchie. Plakat in Wien, 2016

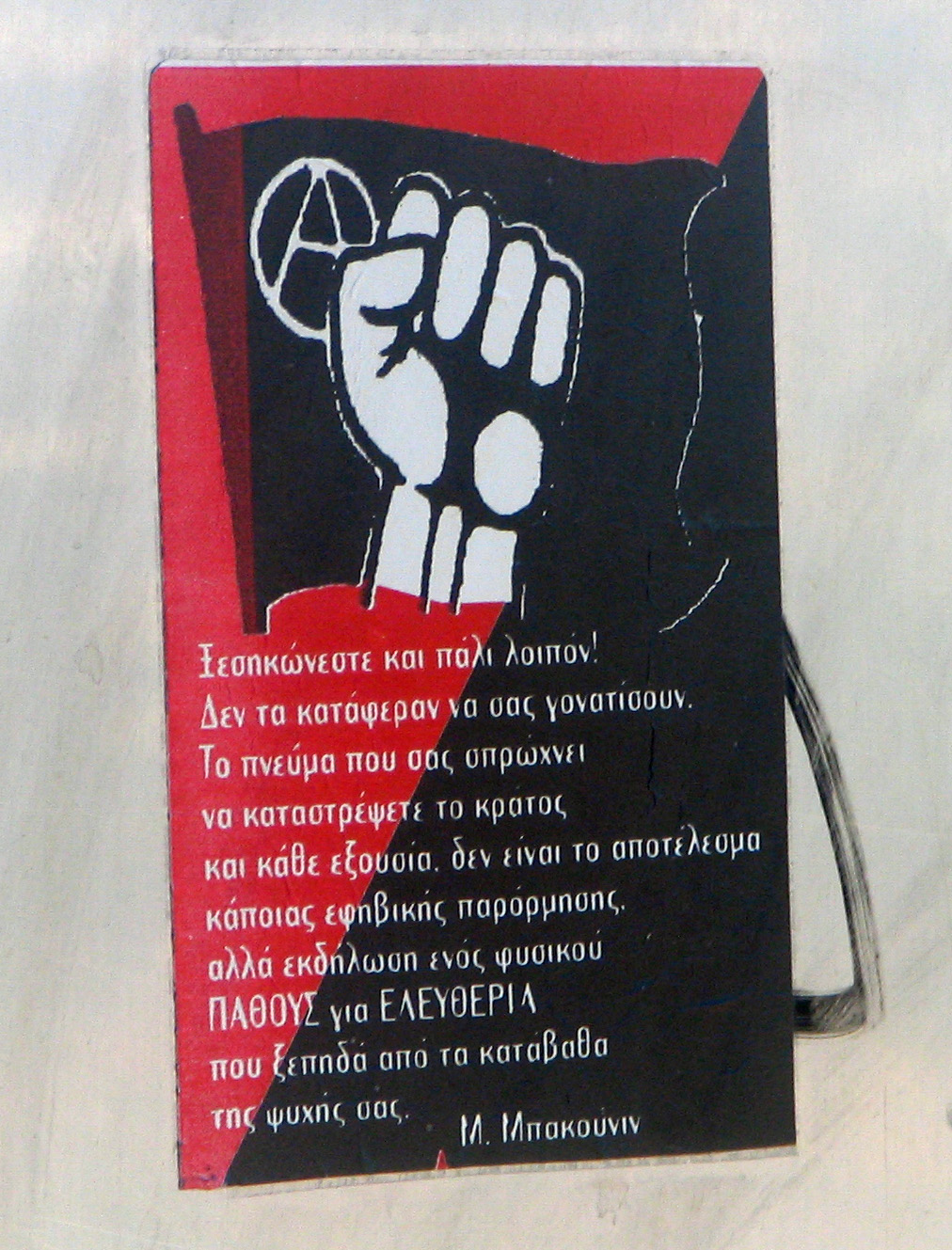
Ein zeitgenössisches Plakat in griechischer Sprache. „Ihr erhebt euch also erneut! Sie schafften es nicht, euch auf die Knie zu zwingen. Der Geist, der euch dazu antreibt, den Staat und jede Herrschaft zu zerstören, ist nicht das Resultat irgendeines pubertären Triebs, sondern Äußerung einer natürlichen LEIDENSCHAFT für FREIHEIT, die aus den Tiefen eurer Seele entspringt.“ M. Bakunin

Es gibt auf der ganzen Welt lokale anarchistische Gruppen, die verschiedene Strömungen propagieren und unterschiedlich organisiert sind. Die Bandbreite der Aktivitäten reicht von Herausgabe von Zeitungen über die Umsetzung direkter Aktionen bis zu anarchistischen Wohn- und Arbeitskollektiven. Der politische Einfluss ist in der Regel begrenzt. Der Anarchismus in den Niederlanden wurde Mitte der 1960er Jahre mit der Provo-Bewegung wieder aktuell. Nach der Wirtschaftskrise in Argentinien im Jahre 2000 wurden einige hundert, zumeist peronistisch ausgerichtete Betriebe in Selbstverwaltung gestellt, die allerdings am normalen weltwirtschaftlichen Geschehen teilnehmen und nur einen eingeschränkt mutualistischen Ansatz verfolgen. Ebenso gelten die Autonomen- und Punk-, insbesondere Anarcho-Punk-Szenen als stark vom Anarchismus beeinflusst. Die Hausbesetzer- und Umsonstladenbewegungen gelten ebenfalls als anarchistisch inspiriert. Zu Beginn des 3. Jahrtausends adaptierte die kurdische Bewegung in Form des demokratischen Konföderalismus eine zeitgenössische, pragmatische Form der ökologischen und demokratischen Selbstverwaltung aus anarchistischen Diskursen.

#### Organisationen
An bedeutenden internationalen Gruppierungen sind die Internationale der Anarchistischen Föderationen (IFA) und die internationale anarchistische Gefangenenhilfsorganisation Anarchist Black Cross (ABC) zu erwähnen.
Weltweit gibt es mehrere hundert anarchistische Basisorganisationen und libertäre Gruppen, die sich in lokalen Organisationen organisieren.
In Deutschland war die Föderation freiheitlicher Sozialisten (1947 bis um 1970; Nachfolgeorganisation der FAUD) die größte Organisation nach dem Zweiten Weltkrieg, heute ist die anarchosyndikalistische Gewerkschaft Freie Arbeiterinnen- und Arbeiter-Union (FAU) Mitglied der Internationalen Konföderation der Arbeiter*innen (IKA). Die Föderation deutschsprachiger Anarchist*innen (FdA), 2003 gegründete Nachfolgeorganisation der 1989 ins Leben gerufenen Initiative zum Aufbau einer Anarchistischen Föderation in Deutschland, ist in der IFA assoziiert. Seit 2009 existieren mehrere Ortsgruppen der Anarcho-Syndikalistischen Jugend. 2019 gründete sich die plattform – anarchakommunistische Organisation, welche sich auf das Organisationsprinzip des Plattformismus beruft.

#### Periodika
Die wichtigsten deutschsprachigen Periodika sind die „Direkte Aktion“ der Anarchosyndikalistischen Organisation FAU-IAA, die sich vom Print-zum digitalen Medium gewandelt hat, die anarcho-pazifistische „Graswurzelrevolution“ und ihre auch gesondert erscheinende Beilage „Utopia“, welche 2011 eingestellt wurde. Seit 2015 erscheint halbjährlich Ne znam, eine Zeitschrift für Anarchismusforschung. Die Föderation deutschsprachiger Anarchist*innen veröffentlichte von 2011 bis 2021 monatlich das Magazin „Gǎidào“. Der vierteljährlich erschienene „Schwarze Faden“ ist seit 2004 eingestellt.
In Berlin erschien die englischsprachige Zeitschrift „Abolishing the Borders from Below“ von 2001 bis 2010. Zum anarchistischen Umfeld werden die Selbstorganisationszeitschrift „Contraste“ und das ökologisch orientierte „Grüne Blatt“ gerechnet. Mittlerweile eingestellt wurde „Die Aktion“. Die Organisation Socialiste Libertaire gibt die „Rébéllion“ in deutscher und französischer Sprache heraus.
Anarchistische beziehungsweise anarchosyndikalistische Wochenzeitungen erscheinen mit „Umanità Nova“ in Italien, „le monde libertaire“ in Frankreich und „Arbetaren“ in Schweden.

#### Rolle des Anarchismus in der Wissenschaft
Laut dem Anthropologen David Graeber hat der Anarchismus im Vergleich zum Marxismus eine geringe Resonanz innerhalb der akademischen Welt. Die Gründe dafür liegen laut Graeber in einem prinzipiellen Unterschied: So sei der Marxismus ein theoretisch-analytischer Diskurs über revolutionäre Strategien, der Anarchismus hingegen stellt sich mehr und mehr als eine ethische Diskussion über revolutionäre Praktiken heraus. Aus diesem Grundunterschied ergebe sich weniger theoretisches Potential im Anarchismus. Vor allem mache es jedoch seine praktische Auslegung schwierig, anarchistische Positionen im akademischen Umfeld zu vertreten. Ein offen anarchistischer Professor beispielsweise würde allein durch seine Einstellung die Strukturen, in welchen er arbeitet, offen zur Disposition stellen.

## Aktionsformen
Der Anarchismus ist bestrebt, direkt sozial oder politisch zu handeln. Gewaltlosigkeit sei idealerweise das Ziel einer Anarchie. Aus diesem Ansatz leiten sich verschiedene Aktionsformen ab, wie zum Beispiel der in der Regel gewaltlose zivile Ungehorsam oder die Direkte Aktion, also Streik, Generalstreik, Sabotage, Betriebs- und Hausbesetzung und militante Aktionen.
Die Grenze zwischen Gewalt und Gewaltlosigkeit in der Anarchie wird an „Notwendigkeiten“ festgemacht: „Die wahre anarchistische Gewalt hört auf, wo die Notwendigkeit der Verteidigung und der Befreiung aufhört“ schrieb Errico Malatesta, ein bedeutender Aktivist und Wortführer der italienischen Anarchisten, 1924 zur Zeit der faschistischen Diktatur in Italien. Für die Errichtung und Aufrechterhaltung einer Anarchie wurde Gegengewalt im frühen 20. Jahrhundert weithin als legitimes Mittel gegen Herrschaft erachtet.
Im 19. und frühen 20. Jahrhundert war die Propaganda der Tat eine weitverbreitete Aktionsform, mit der anarchistische Ideen durch Aktionen mit Vorbildcharakter verbreitet werden sollten. Die Aktionsform wurde vor allem durch Anschläge auf exponierte Führungspersönlichkeiten aus Wirtschaft und Politik bekannt. In den Revolutionen des 19. und 20. Jahrhunderts spielten Anarchisten eine Rolle und waren zum Beispiel als Partisanenbewegungen, wie die Machnowzi während des russischen Bürgerkrieges, auch von militärischer Bedeutung.
Im späten 20. Jahrhundert sind neue Formen wie Kommunikationsguerilla, schwarzer Block, Clownarmee und Guerilla Gardening hinzugekommen.

## Symbole
Die Symbole des Anarchismus umfassen eine Vielzahl von Zeichen. Am häufigsten werden das A im Kreis, eine schwarze oder diagonal schwarz geteilte Fahne und der schwarze Stern verwendet.

## Wiki
Seit 2004 gibt es die Anarchopedia auch in deutscher Sprache.

## Radio
- Radio Libertaire – Radio der französischen Anarchistischen Föderation

## Audio
- Lange Nacht über Anarchismus Kein Gott, kein Staat, kein Vaterland, Audio-Version 2.47.33 Minuten, Manuskript, von Rolf Cantzen, Deutschlandfunk Kultur 2. Mai 2020

## Filme
- Juan A. Gamero Vivir la Utopia Arte-TV, 1997. Der Film über den Anarchismus in Spanien mit 30 überlebenden Anarchisten der Spanischen Revolution und des Bürgerkriegs lief im deutschen Fernsehen auf Arte unter dem Titel Die Utopie leben! Der Anarchismus in Spanien.
- Kein Gott, kein Herr! Eine kleine Geschichte der Anarchie. Film in zwei Teilen von Tancrède Ramonet, jeweils 72 Minuten, Arte F 2013

## Rezeption im Film
Großen kommerziellen Erfolg hatte 1938 der deutsche Politkrimi Geheimzeichen LB 17 (Regie: Viktor Tourjansky). Der Film, ein Werk aus der NS-Produktion, erzählt die Geschichte einer Anarchistenorganisation, die in einem fiktiven osteuropäischen Land einen Staatsstreich vorbereitet. Ein aufrechter und couragierter Offizier vereitelt die Tat.
Einer der populärsten Filme der Gegenwart, der US-amerikanische Psychothriller Fight Club (1999), wird häufig dem Anarchismus zugeordnet.

## Anarchistische Bewegungen nach Ländern
- Anarchismus in Deutschland
- Anarchismus in Japan
- Anarchismus in Korea
- Anarchismus in Kuba
- Anarchismus in den Niederlanden
- Anarchismus in Spanien
- Anarchismus in der Türkei
- Anarchismus in den Vereinigten Staaten

### Einführungen
- Autorenkollektiv: Was ist eigentlich Anarchie. Einführung in die Theorie und Geschichte des Anarchismus. 2. überarbeitete Auflage. Kramer, Berlin 1997, ISBN 3-87956-700-X.
- Achim von Borries, Ingeborg Brandies (Hrsg.): Anarchismus. Theorie, Kritik, Utopie. Texte und Kommentare. Verlag Graswurzelrevolution, Nettersheim 2007, ISBN 978-3-939045-00-7.
- Jan Cattepoel: Der Anarchismus. Gestalten, Geschichte, Probleme. 3. überarbeitete und erweiterte Auflage. Beck, München 1979, ISBN 3-406-06786-7.
- Hans J. Degen, Jochen Knoblauch: Anarchismus. Eine Einführung. Schmetterling Verlag, Stuttgart 2008, ISBN 978-3-89657-590-6.
- Andreas G. Graf (Hrsg.): Anarchisten gegen Hitler. Anarchisten, Anarcho-Syndikalisten, Rätekommunisten in Widerstand und Exil. Berlin: Lukas-Verlag 2001, ISBN 3-931836-23-1
- Monika Grosche: Anarchismus und Revolution. Zum Verständnis gesellschaftlicher Umgestaltung bei den anarchistischen Klassikern Proudhon, Bakunin, Kropotkin. Syndikat A, Moers 2004, ISBN 3-00-011749-0.
- Daniel Guérin: Anarchismus. Begriff und Praxis. edition suhrkamp, Frankfurt/M. 1967, ISBN 3-518-10240-0.
- Philippe Kellermann (Hrsg.): Anarchismus und Geschlechterverhältnisse. Band 1. Verlag Edition AV, Lich 2016, ISBN 978-3-86841-139-3.
- Daniel Loick: Anarchismus zur Einführung. Junius, Hamburg 2017, ISBN 978-3-88506-768-9.
- Cindy Milstein: Der Anarchismus und seine Ideale. Unrast Verlag, Münster 2013, ISBN 978-3-89771-533-2.
- Erwin Oberländer (Hrsg.): Der Anarchismus. Walter, Olten/Freiburg 1972, ISBN 3-530-16784-3.
- Roland Raasch, Hans Jürgen Degen (Hrsg.): Die richtige Idee für eine falsche Welt? Perspektiven der Anarchie. Oppo-Verlag, Berlin 2002, ISBN 3-926880-12-0.
- K. H. Z. Solneman: Das Manifest der Freiheit und des Friedens. Der Gegenpol zum kommunistischen Manifest. Mackay-Gesellschaft, Freiburg 1977, ISBN 3-921388-12-0.
- Horst Stowasser: Anarchie! Idee, Geschichte, Perspektiven. Edition Nautilus, Hamburg 2007, ISBN 978-3-89401-537-4. (Vorläuferband als PDF; 3,01 MB)
- Uwe Timm: Anarchie, eine konsequente Entscheidung für Freiheit und Wohlstand. Mackay-Gesellschaft, Freiburg 1976, ISBN 3-921388-10-4.

### Klassiker
- Pierre-Joseph Proudhon: Système des contradictions économiques ou Philosophie de la misère. 1846
  - System der ökonomischen Widersprüche oder: Philosophie des Elends. Kramer, Berlin 2003, ISBN 3-87956-281-4.
- Michail Bakunin: Dieu et l’état. 1882 (1871 verfasst)
  - Gott und der Staat. Kramer, Berlin 1995, ISBN 3-87956-222-9.
- Peter Kropotkin: La Conquête du Pain. 1892
  - Die Eroberung des Brotes. Edition Anares, Bern 1989, ISBN 3-922209-08-4.
  - Artikel Anarchism; in: Encyclopaedia Britannica, 1910.
- Gustav Landauer: Aufruf zum Sozialismus. 1911; Oppo-Verlag, Berlin 1997, ISBN 3-926880-11-2.
- Alexander Berkman: What is communist anarchism? 1929
  - ABC des Anarchismus. Trotzdem-Verlag, Grafenau 1999, ISBN 3-931786-00-5.
- Erich Mühsam: Die Befreiung der Gesellschaft vom Staat. Was ist kommunistischer Anarchismus? 1932; Kramer, Berlin 2005, ISBN 3-87956-276-8, Volltext auf Wikisource
- Max Nettlau: Geschichte der Anarchie. 3 Bände
  - Der Vorfrühling der Anarchie. Ihre historische Entwicklung von den Anfängen bis zum Jahre 1864. Verlag Der Syndikalist, Berlin 1925; Bibliothek Thélème, Münster 1993, ISBN 3-930819-02-3.
  - Der Anarchismus von Proudhon zu Kropotkin. Seine historische Entwicklung in den Jahren 1859–1880. Verlag Der Syndikalist, Berlin 1927; Bibliothek Thélème, Münster 1993, ISBN 3-930819-04-X.
  - Anarchisten und Sozialrevolutionäre. Die historische Entwicklung des Anarchismus in den Jahren 1880–1886. Asy-Verlag, Berlin 1931; Bibliothek Thélème, Münster 1996, ISBN 3-930819-06-6.
- John Henry Mackay: Die Anarchisten. Kulturgemälde aus dem Ende des XIX. Jahrhunderts. 1891; Mackay-Gesellschaft, Freiburg 1976, ISBN 3-921388-08-2.

### Moderne Ansätze
- Murray Bookchin: Remaking Society. 1989
  - Die Neugestaltung der Gesellschaft. Pfade in eine ökologische Zukunft. Trotzdem-Verlag, Grafenau 1992, ISBN 3-922209-35-1 (PDF; 0,5 MB)
- Ralf Burnicki: Anarchie als Direktdemokratie. Selbstverwaltung, Antistaatlichkeit. Eine Einführung in den Gegenstand der Anarchie. Syndikat A Medienvertrieb, Moers 1998, ISBN 3-00-002097-7
- Rolf Cantzen: Weniger Staat – mehr Gesellschaft. Freiheit – Ökologie – Anarchismus. Fischer-Taschenbuch-Verlag, Frankfurt 1987, ISBN 3-596-24175-8; Trotzdem-Verlag, Grafenau 1995, ISBN 3-922209-81-5
- Curious George Brigade, Crimethinc, Co-Conspirators: DIY. Von Anarchie und Dinosauriern. Unrast, Münster 2006, ISBN 3-89771-444-2
- Bernd Drücke (Hrsg.): Ja! Anarchismus! Gelebte Utopie im 21. Jahrhundert. Interviews und Gespräche. Karin Kramer Verlag, Berlin 2006, ISBN 3-87956-307-1
- Bernd Drücke (Hrsg.): Anarchismus Hoch 2. Soziale Bewegung, Utopie, Realität, Zukunft. Karin Kramer Verlag, Berlin 2014, ISBN 978-3-87956-375-3
- Jonathan Eibisch: Politische Theorie des Anarchismus. Zum paradoxen Streben nach Autonomie, Selbstbestimmung und Selbstorganisation. Transcript Verlag, Bielefeld 2024, ISBN 978-3-8394-7183-8 (PDF im Open Access)
- Gruppe Gegenbilder (Hrsg.): Autonomie & Kooperation. Projektwerkstatt, Reiskirchen-Saasen 2005, ISBN 978-3-86747-001-8
- Gruppe Gegenbilder (Hrsg., überarbeitet von Jörg Bergstedt): Freie Menschen in freien Vereinbarungen, Reiskirchen-Saasen 2012, ISBN 978-3-86747-005-6
- Graswurzelrevolution (Hrsg.): Gewaltfreier Anarchismus. Herausforderungen und Perspektiven zur Jahrhundertwende. Verlag Graswurzelrevolution, Heidelberg 1999, ISBN 3-9806353-1-7
- Wolfgang Haug & Michael Wilk: Der Malstrom. Aspekte anarchistischer Staatskritik. Trotzdem Verlag, Grafenau 1995, ISBN 3-922209-82-3
- Gabriel Kuhn: Vielfalt – Bewegung – Widerstand. Texte zum Anarchismus Unrast Verlag, Münster 2009, ISBN 978-3-89771-497-7
- Gabriel Kuhn: Anarchismus und Revolution. Gespräche und Aufsätze. Unrast Verlag, Münster 2017, ISBN 978-3-89771-226-3
- Christine Magerski und David Roberts: Kulturrebellen. Studien zur anarchistischen Moderne. Wiesbaden: Springer VS 2019, ISBN 978-3-658-22274-1
- Jürgen Mümken: Freiheit, Individualität und Subjektivität. Staat und Subjekt in der Postmoderne aus anarchistischer Perspektive. Verlag Edition AV, Frankfurt 2003, ISBN 3-936049-12-2
- Michael Wilk: Macht, Herrschaft, Emanzipation. Aspekte anarchistischer Staatskritik. Trotzdem Verlag, Grafenau 1999, ISBN 3-931786-16-1 (michael-wilk.info [PDF; abgerufen am 28. Juli 2023]).

### Kritik am Anarchismus
- Wolfgang Harich: Zur Kritik der revolutionären Ungeduld. Eine Abrechnung mit dem alten und dem neuen Anarchismus. Verlag 8. Mai, Berlin 1998. ISBN 3-931745-06-6
- Ute Nicolaus: Souverän und Märtyrer. Verlag Königshausen & Neumann. Reihe Literaturwissenschaft. Band 506. S. 39, 40. Florens Christian Rang: Kritik am Anarchismus: Das Problem der Gewalt. ISBN 3-8260-2789-2
- C. Roland Hoffmann-Negulescu: Anarchie, Minimalstaat, Weltstaat. Kritik der libertären Rechts- und Staatstheorie. Kapitel IV., Anarchie, Staat und Utopie. S. 83. Tectum Verlag, Marburg 2011. ISBN 3-8288-8303-6